# 梅普爾頓 (紐約州)
梅普爾頓（英語：Mapleton）是位於美國紐約州尼亞加拉縣的非建制地區。

## 歷史
梅普爾頓的郵局於1850年設立，其後於1862年停運。

## 地理
梅普爾頓所處的海拔為高於海平面185米（即607英呎），而該地所採用的時區為UTC-5，即北美东部时区（EST）。同時該地設有夏令時間，為UTC-5調快一小時，即UTC-4（EDT）。